# Miktoniscus deharvengi
Miktoniscus deharvengi là một loài chân đều trong họ Trichoniscidae. Loài này được Dalens miêu tả khoa học năm 1976.